# Sphenomorphus annectens
Espèce
Synonymes
- Lygosoma annectens Boulenger, 1897

Sphenomorphus annectens est une espèce de sauriens de la famille des Scincidae.

## Répartition
Cette espèce est endémique de Papouasie-Nouvelle-Guinée.

## Publication originale
- Boulenger, 1897 : An account of the reptiles and batrachians collected by Dr. L. Loria in British New Guinea. Annali del Museo Civico di Storia Naturale di Genova, sér. 2, vol. 18, p. 694-710 (texte intégral).